# Sixten Sild

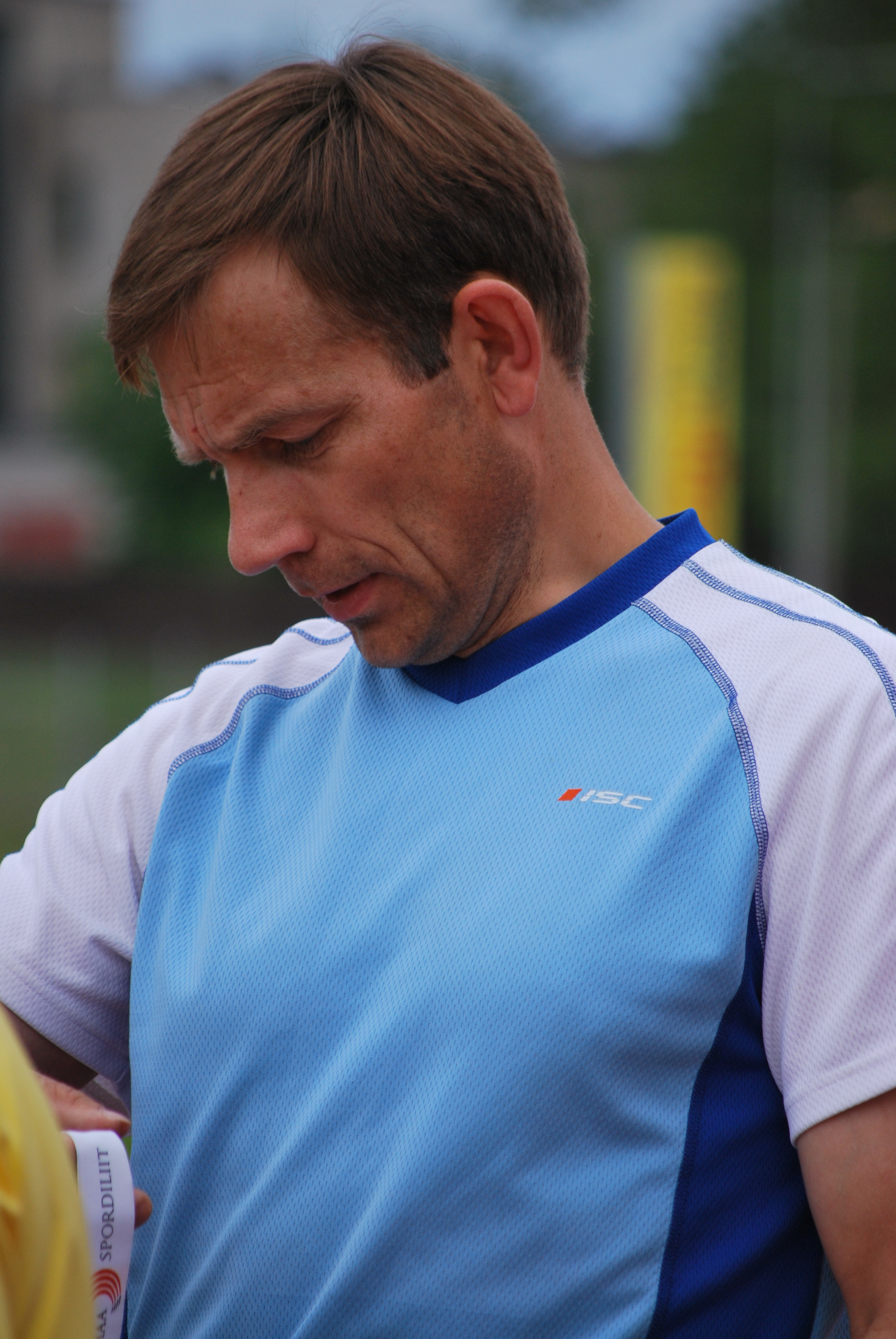
Sixten Sild

Sixten Sild (* 19. Juni 1964 in Tartu) ist ein ehemaliger estnischer Orientierungsläufer, der früher für die Sowjetunion startete.
Von 1989 bis 1999 nahm Sild an fünf Weltmeisterschaften teil. 1991 wurde er im tschechoslowakischen Mariánské Lázně Weltmeisterschaftsdritter auf der Langdistanz hinter den Schweden Jörgen Mårtensson und Kent Olsson. 1993 startete Sild erstmals für Estland bei Orientierungslauf-Weltmeisterschaften. An seinen dritten Platz konnte er aber nicht mehr anknüpfen. Mit der Staffel wurde er 1993 und 1995 jeweils 17. Auf der Langdistanz erreichte er 1995 in Deutschland den zehnten Platz. Bei seiner letzten Weltmeisterschafts-Teilnahme 1999 wurde er mit der Staffel Neunter.
Bei estnischen Meisterschaften gewann Sild insgesamt 49 Medaillen (34 Gold-, 5 Silber- und 10 Bronzemedaillen) im Zeitraum von 1985 bis 1999.
Seine Söhne Timo Sild (* 1988) und Lauri Sild (* 1990) sind ebenfalls international startende Orientierungsläufer.

## Platzierungen
Weltmeisterschaften:
- 1989: 14. Platz Einzel, 4. Platz Staffel
- 1991: 38. Platz Kurz, 3. Platz Lang, 5. Platz Staffel
- 1993: 20. Platz Kurz, 22. Platz Lang, 17. Platz Staffel
- 1995: 20. Platz Kurz, 10. Platz Lang, 17. Platz Staffel
- 1999: 29. Platz Lang, 9. Platz Staffel